# Sedie musicali

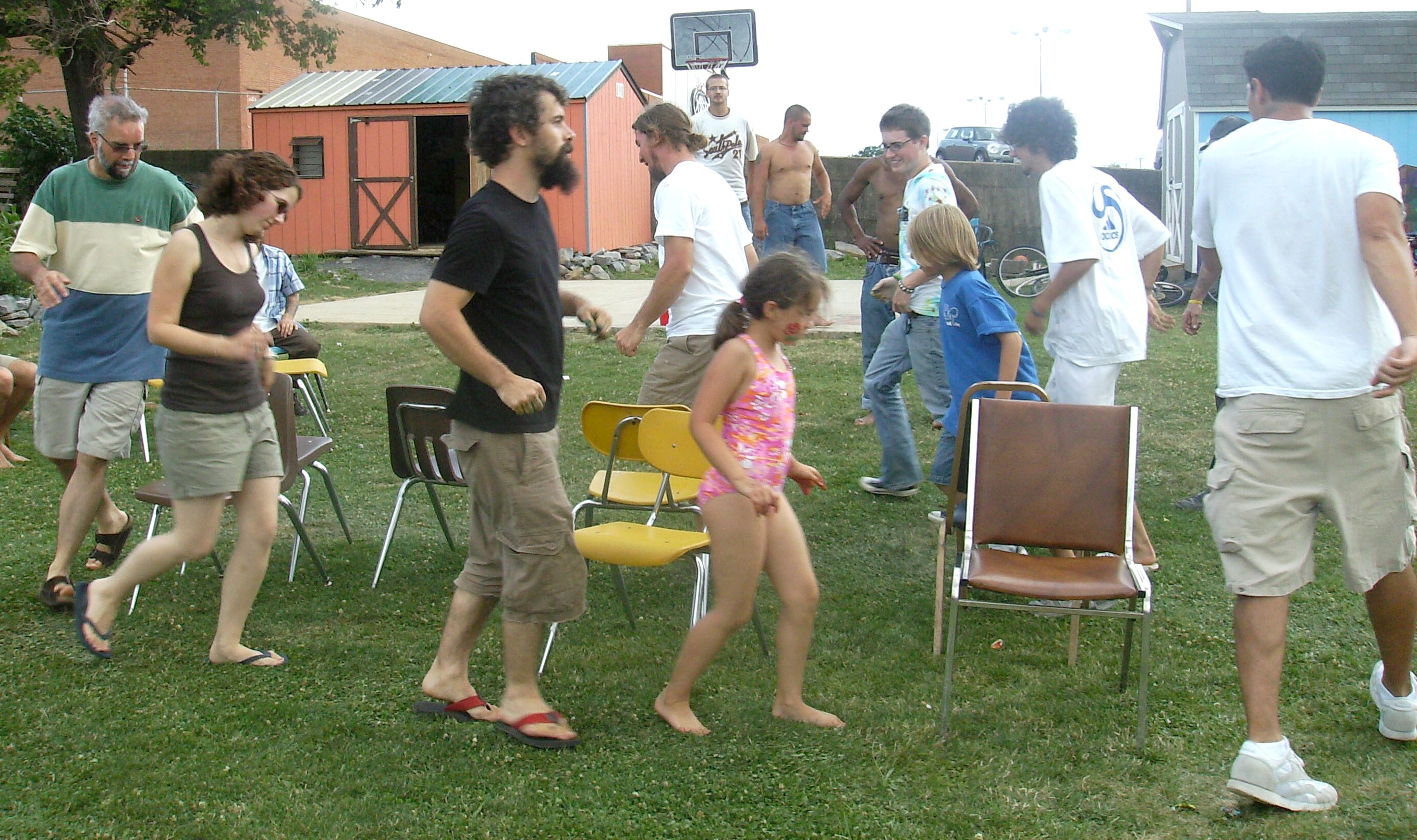
Bambini ed adulti che giocano alle sedie musicali

Le sedie musicali è un tradizionale gioco da bambini, anche noto come il gioco delle sedie.
Si tratta di un gioco ad eliminazioni successive, che di solito si svolge all'aperto. Consiste nel predisporre tante sedie quanti sono i giocatori meno uno (per esempio sette giocatori e sei sedie); occorre poi uno strumento per diffondere musica (per esempio una radio, un computer oppure perfino una piccola orchestra).
Mentre c'è la musica, i partecipanti devono camminare in tondo (o, secondo alcune varianti, ballare). Chi gestisce il gioco a un certo punto interrompe la musica senza preavviso: i giocatori devono cercare di sedersi nel più breve tempo possibile. Uno dei partecipanti rimane senza sedia e viene eliminato.
A questo punto viene tolta anche una delle sedie e il gioco continua nello stesso modo coi giocatori rimasti, che vengono eliminati a uno a uno un turno dopo l'altro fintanto che non rimangono due partecipanti ed una sedia.
Nell'ultimo turno, quando la musica cessa, quello dei due che riesce a sedersi è il vincitore. Una delle regole del gioco è che verso il round finale la sedia può essere rubata.
A questo gioco fa riferimento l'espressione, diffusa nelle cronache politiche, di valzer delle poltrone: alle trattative per la formazione del governo corrispondono rose di nomi per ministri e sottosegretari, che vengono di volta in volta corrette fino a raggiungere l'accordo. Ogni volta che i nomi vengono ridiscussi il politico rischia di rimanere, come nel gioco, senza una sedia su cui sedersi.

## Il nome del gioco in differenti lingue
Mentre nella maggioranza delle lingue il nome di questo gioco fa riferimento alle sedie, curiosamente in tedesco e in filippino è in relazione ad un viaggio di pellegrini. 
- Cantonese: 爭凳仔 (combattere per le sedie)
- Catalano: el joc de les cadires (il gioco delle sedie)
- Danese: stoledans (ballo delle sedie)
- Filippino: trip to Jerusalem (viaggio a Gerusalemme)
- Finlandese: Tuolileikki (gioca con le sedie)
- Francese: chaises musicales[1].
- Ebraico: כסאות מוזיקליים [kisot muziklayim][1]
- Giapponese: '椅子取りゲーム (il gioco delle sedie rubate)
- Greco: Μουσικές Καρέκλες - [musikes karekles][1]
- Inglese: musical chairs (sedie musicali)
- Norvegese: stol-leken (il gioco della sedia)
- Olandese: stoelendans (ballo delle sedie)
- Polacco: Gorące krzesła (sedie calde)
- Portoghese: dança das cadeiras (ballo delle sedie)
- Rumeno: pǎsǎricǎ mutǎ-ţi cuibul (uccellino, sposta il tuo nido)
- Russo: Скучно так сидеть (è noioso sedersi in questo modo)
- Spagnolo: el juego de las sillas, el juego de la silla (il gioco della/e sedia/e); la sillita musical (la piccola sedia musicale), las sillas musicales (le sedie musicali)
- Spagnolo argentino: el baile de las sillas (il ballo delle sedie)
- Svedese: hela havet stormar (tutto il mare è in tempesta)
- Thailandese: เก้าอี้ดนตรี[1]
- Tedesco: Reise nach Jerusalem (viaggio a Gerusalemme)
- Tedesco austriaco: Reise nach Rom (viaggio a Roma)
- Turco: sandalye kapmaca[1]